# Мотта-Санта-Лучия
Мотта-Санта-Лучия (итал. Motta Santa Lucia) — коммуна в Италии, располагается в регионе Калабрия, подчиняется административному центру Катандзаро.
Население составляет 847 человек, плотность населения составляет 34 чел./км². Занимает площадь 25 км². Почтовый индекс — 88040. Телефонный код — 0968.
Покровительницей коммуны почитается святая Лючия Сиракузская, празднование 13 декабря.